# 佩罗讷 (索恩-卢瓦尔省)
佩罗讷（法語：Péronne，法語發音：[peʁɔn]）是法国索恩-卢瓦尔省的一个市镇，属于马孔区。

## 地理
佩罗讷（46°26'17"N, 4°48'35"E）面积10.56 平方千米，位于法国勃艮第-弗朗什-孔泰大區索恩-卢瓦尔省，该省份为法国中部省份，北起顺时针与科多尔省、汝拉省、安省、罗讷省、卢瓦尔省、阿列省和涅夫勒省接壤。
与佩罗讷接壤的市镇（或旧市镇、城区）包括：吕尼、阿泽、比尔日、克莱塞、圣莫里斯德萨托奈、维雷。

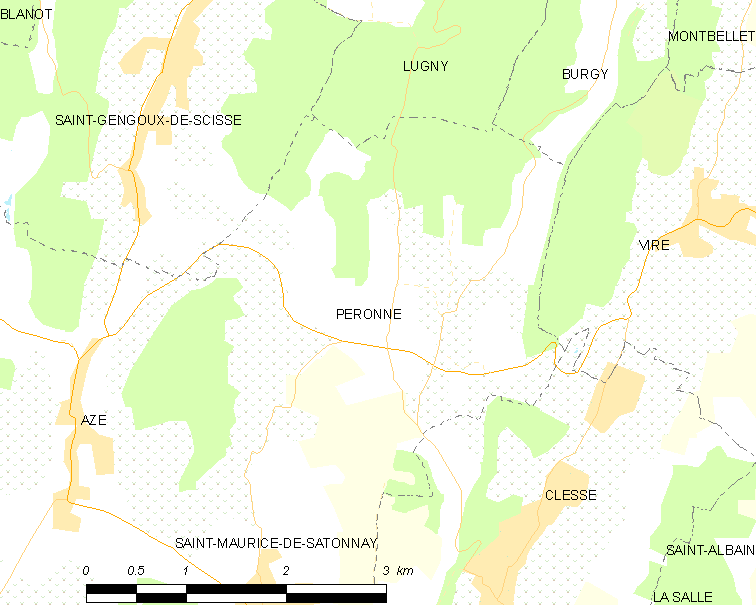
的OSM定位图

佩罗讷的时区为UTC+01:00、UTC+02:00（夏令时）。

## 行政
佩罗讷的邮政编码为71260，INSEE市镇编码为71345。

## 政治
佩罗讷所属的省级选区为于里尼县。

## 人口

1962-2008年间人口变化图示

佩罗讷于2022年1月1日时的人口数量为666人。